# Никулин, Михаил Андреевич
Михаи́л Андре́евич Нику́лин (28 сентября 1898 — 5 января 1985) — русский советский писатель-прозаик, автор многих произведений, из которых наибольшую известность получила повесть «Полая вода».

## Биография
Родился на хуторе Нижне-Максаев станицы Вёшенской Донецкого округа Области Войска Донского (ныне хутор Максаевский Шолоховского района Ростовской области) в семье донского казака.
Окончив Вёшенскую двухклассную школу, а затем, сдав экзамен при Усть-Медведицком реальном училище, работал учителем.
Вскоре после начала Гражданской войны Никулина мобилизуют в Донскую армию. После поражения белых эмигрирует в Болгарию. Испытывая острую тоску по родине, Никулин в числе первых казаков возвращается на Дон.
С начала 1930-х годов Никулин работал в редакции журнала «На подъёме». Тогда же начал писать повести, рассказы и очерки о жизни советского казачества. В 1930 году в журнале «На подъёме» начинает публиковать своё первое серьёзное произведение «Повесть о Хвиное». Затем пишет повести «Лукашка», «В степи», «Звёздочка» и рассказы, вошедшие в книги «Встречи» (1936) и «Степные дороги» (1939).
В 1935 году Никулина принимают в Союз писателей СССР.
Во время Великой Отечественной войны работал заместителем начальника Ростовского областного отдела по делам искусств.
После войны писал многочисленные повести и рассказы, выходившие не только в Ростиздате, но и в центральных издательствах, таких, как «Советский писатель», «Молодая гвардия», «Современник», Детгиз, «Советская Россия». Высокую оценку дал им известный критик Михаил Лобанов.
Наиболее известным произведением Никулина является повесть «Полая вода» (1957), повествующая о донских казаках во время Гражданской войны и в начале 20-х годов.
В 1950-х годах Никулин работал в редакции журнала «Дон».
Много писал для детей и о детях. Также он является автором перевода с болгарского сказочной повести Б. Априлова «Приключения Лисёнка». Писал также статьи о творчестве М. А. Шолохова, вошедшие в книгу «Мои раздумья над Тихим Доном». 
Автор книги «Погожая осень» о собирателе донских песен А. М. Листопадове.
В 1980-е годы, несмотря на преклонные годы, продолжал писать. В 1981 году вышли две его повести «А журавли кликали весну!» и «Малые огни». Последняя повесть Никулина, «Неумолчно шумят пшеница и тополь», была опубликована в журнале «Дон» в 1983 году.
Умер в Ростове-на-Дону 5 января 1985 года на 87-м году жизни.